# شبكة البرق

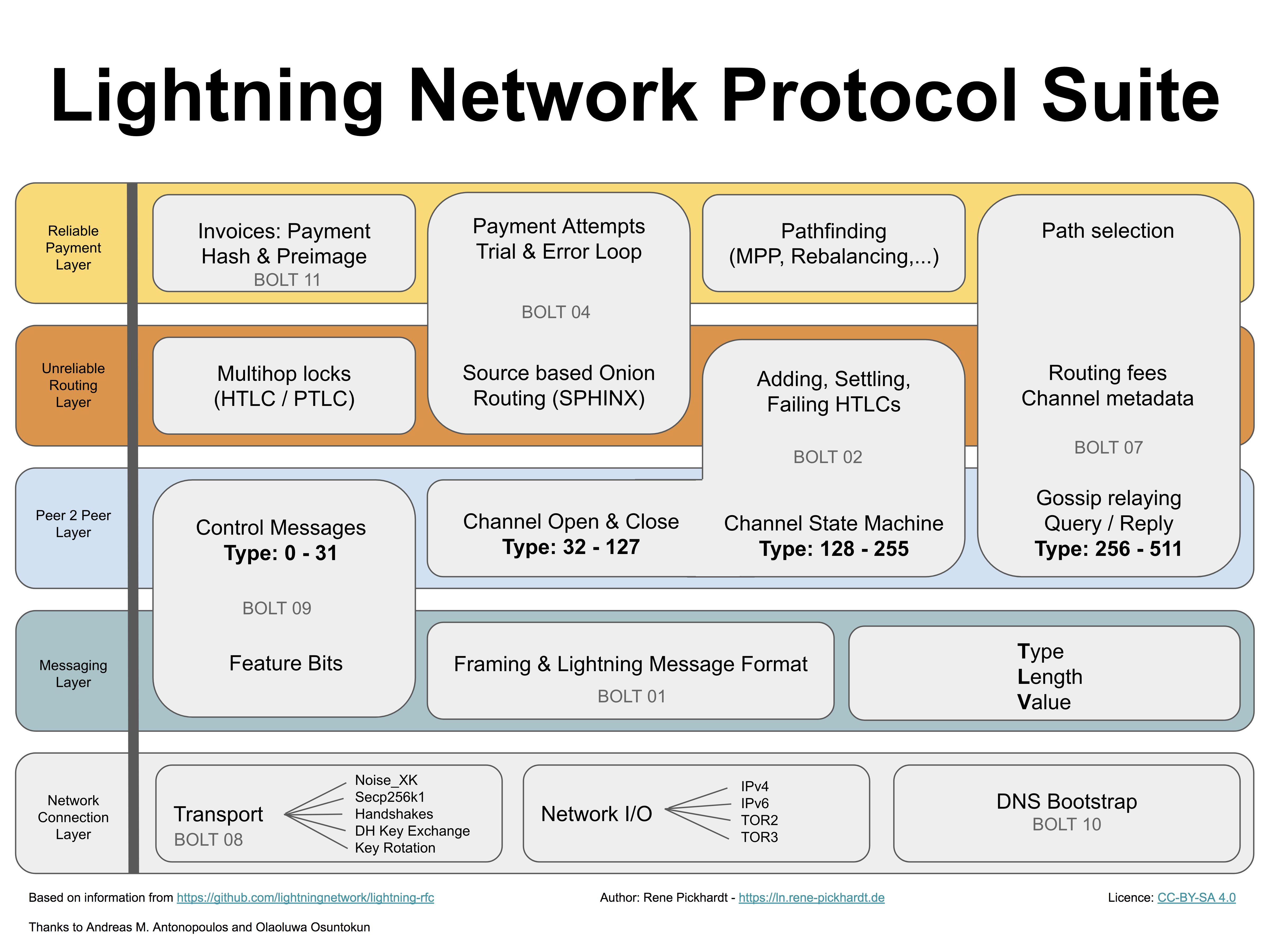
مجموعة بروتوكول شبكة البرق

مثال على توجيه ACFKLQ عبر شبكة متداخلة مثالية لقنوات الدفع.

شبكة البرق (بالإنجليزية: Lightning Network) عبارة عن بروتوكول دفع من «الطبقة 2»، كان الغرض منه إجراء مدفوعات صغيرة للعملات المشفرة من خلال شبكة من قنوات الدفع ثنائية. وقد تم اقتراحه كحل لمشكلة قابلية التوسع في البيتكوين. ويتم وضعه فوق بيتكوين (وغيرها من سلاسل الكتل والعملات المشفرة). ويتميز بنظام ند لند.

## التصميم
تعاني تقنية سلسلة الكتل - التي تعتبر بمثابة السجل المالي العام للعمليات المالية بالعملة الرقمية - من مشكلة قابلية التوسع، وتتمحور المشكلة حول قدرة الشبكة على التعامل بكفاءة مع الكمّ المتزايد من العمليات المالية، إذ إن تقنية سلسلة الكتل غير قادرة على إجراء سوى سبع معاملات في الثانية، ولحلّ هذه المشكلة توصل العلماء إلى إيجاد تقنية حديثة للحد من الصعوبات التي تواجه سلسلة الكتل، ويتمثل هذا في تقنية «شبكة البرق» التي ساهمت في تطوير سلسلة الكتل والاستجابة لمتطلبات المنافسة الشرسة في سوق العملات الرقمية.

أشار أندرياس أنتونوبولوس إلى شبكة البرق على أنها شبكة توجيه من الطبقة الثانية. إذ تسمح قنوات الدفع للمشاركين بتحويل الأموال إلى بعضهم البعض دون الحاجة إلى جعل جميع معاملاتهم علنية على سلسلة الكتل.

## التاريخ
نشر جوزيف بون وتاديوس دريجا مسودة الورقة التقنية لشبكة البرق في فبراير 2015. تمت الموافقة على الشبكة من قبل رائد أعمال الدفع باستعمال الهاتف المحمول جاك دورسي. صوتت في يونيو 2021 الجمعية التشريعية في السلفادور على التشريع لجعل عملة البيتكوين قانونية في البلد. القرار كان على أساس النجاح لنظام شاطئ البيتكوين البيئي في بلايا إل زونتي الذي يستخدم محفظة قائمة على شبكة البرق، وأدخلت الحكومة محفظة تستخدم بروتوكول شبكة البرق.

## الفوائد
هناك العديد من الفوائد المستقبلية المزعومة لاستخدام شبكة البرق مقارنة بالمعاملات على السلسلة:
- المقايضة الذرية: تم تقديم المقايضة الذرية لأول مرة بواسطة تاير نولان في منتديات بيتكوين تالك في عام 2013، حدد نولان المبادئ الأساسية لمبادلات العملات المشفرة عبر السلاسل باستخدام صفقات بسيطة للعملات المشفرة عبر أنواع مختلفة من سلاسل الكتل، استحوذت المقايضات الذرية على اهتمام مجتمع العملات المشفرة عمومًا عندما أعلن تشارلي لي مؤسس لايتكوين التنفيذ الناجح لمبادلة ذرية بين لايتكوين وبيتكوين عبر تويتر.[18][19]

- الدقة: وفقًا لأندرياس أنتونوبولوس، تسمح بعض تطبيقات شبكة البرق بمدفوعات أصغر من الساتوشي، وهي أصغر وحدة في الطبقة الأساسية من البيتكوين.[8] غالبًا ما تكون رسوم التوجيه المدفوعة للعقد الوسيطة على شبكة البرق مقومة بالمللي ساتوشي أو مسات.
- الخصوصية: لا يتم تسجيل تفاصيل مدفوعات شبكة البرق الفردية علنًا على سلسلة الكتل.[20] قد يتم توجيه مدفوعات شبكة البرق عبر العديد من القنوات المتسلسلة حيث سيتمكن كل مشغل عقدة من رؤية المدفوعات عبر قنواتهم، لكنهم لن يتمكنوا من رؤية مصدر أو وجهة هذه الأموال إذا لم تكن متجاورة.[8]
- السرعة: وقت التسوية لمعاملات شبكة البرق أقل من دقيقة ويمكن أن يحدث بالمللي ثانية.[8] وقت التأكيد على سلسلة البيتكوين، للمقارنة، يحدث كل عشر دقائق، في المتوسط.
- معدل نقل المعاملات: لا توجد حدود أساسية لمقدار المدفوعات في الثانية التي يمكن أن تحدث بموجب البروتوكول، ويقتصر مقدار المعاملات فقط على سعة وسرعة كل عقدة.[8]

## المحددات
تتكون شبكة البرق من قنوات دفع ثنائية الاتجاه بين عقدتين تعملان معًا على إنشاء عقود ذكية، إذا قام أي من الطرفين بإسقاط القناة في أي وقت، فسيتم إغلاق القناة وتسويتها على سلسلة الكتل.

## التوجيه
في حالة عدم فتح قناة دفع ثنائية الاتجاه بين الأطراف المتعاملة يجب توجيه الدفع عبر الشبكة، يتم ذلك باستخدام تقنية توجيه بصلي مشابهة لشبكة تور، ويتطلب ذلك أن يكون لدى المرسل والمتلقي للدفع عدد كافٍ من الأقران الراسخين لإيجاد مسار للدفع.
لتبسيط العملية في الخطوات التالية:
- يريد «أ» دفع 1 بيتكوين لـ «ب» ولكن ليس لدى «أ» و«ب» قناة مفتوحة مع بعضهما البعض.
- يمتلك «أ» قناة مفتوحة مع «ج»، ولدى «ب» أيضًا قناة مفتوحة مع «ج».
- لتوجيه الدفعة يرسل «أ» 1 بيتكوين إلى «ج»، ثم يرسل «ج» 1 بيتكوين إلى «ب»

## انظر ايضاً
- تبادل العملات المشفرة
- بيتكوين
- سلسلة الكتل

## روابط خارجية
- شبكة البرق